# إيزابيلا (مقاطعة)
إيزابيلا (بالإنجليزية: Isabela (province)) هي مقاطعة تقع في الفلبين في وادي كاغيان. يقدر عدد سكانها بـ 1,489,645 نسمة ومساحتها 12,414.93 كم2 .

## أعلام
- غيلبرت تيودورو